# دارين ديكس
دارين ديكس (بالإنجليزية: Darren Dykes)‏ هو لاعب كرة قدم بريطاني، ولد في 28 أبريل 1981 في أيلزبري في المملكة المتحدة. لعب مع سويندون تاون ولينكولن سيتي أف سي.

## وصلات خارجية
- دارين ديكس على موقع قاعدة بيانات كرة القدم.إي يو (الإنجليزية)
- دارين ديكس على موقع Soccerbase.com (لاعب) (الإنجليزية)